# Into the Great Wide Open
Albums de Tom Petty and the Heartbreakers
Let Me Up (I've Had Enough)
(1987) Songs and Music from "She's the One"
(1996)
Into the Great Wide Open est un album du groupe de rock américain Tom Petty and the Heartbreakers. Il est sorti en 1991.
L'album a été certifié multi (double)-disque de platine en mai 2000.

## Titres de l’album
Toutes les chansons sont écrites et composées par Tom Petty et Jeff Lynne, sauf indication contraire.
| 1. | Learning to Fly          |                                      | 4:02 |
| 2. | King's Highway           | Tom Petty                            | 3:08 |
| 3. | Into the Great Wide Open |                                      | 3:43 |
| 4. | Two Gunslingers          | Tom Petty                            | 3:09 |
| 5. | The Dark of the Sun      |                                      | 3:23 |
| 6. | All or Nothin'           | Tom Petty, Jeff Lynne, Mike Campbell | 4:07 |

| 7.  | All the Wrong Reasons     |                                      | 3:46 |
| 8.  | Too Good to Be True       | Tom Petty                            | 3:59 |
| 9.  | Out in the Cold           |                                      | 3:41 |
| 10. | You And I Will Meet Again | Tom Petty                            | 3:42 |
| 11. | Makin' Some Noise         | Tom Petty, Jeff Lynne, Mike Campbell | 3:27 |
| 12. | Built to Last             |                                      | 3:58 |

## Musiciens
- Tom Petty : chant, guitare, guitare basse, piano, claviers, harmonica
- Mike Campbell : guitare, dobro, guitare basse, claviers
- Howie Epstein : guitare basse, chant
- Benmont Tench : orgue, piano, vibraphone, accordéon
- Stan Lynch : batterie, chant
- Ron Blair : guitare basse

Autres musiciens:
- Jeff Lynne : guitare, guitare basse, chant, piano, synthétiseur
- Roger McGuinn : chant